# Кампаньола-Кремаска
Кампаньола-Кремаска (італ. Campagnola Cremasca) — муніципалітет в Італії, у регіоні Ломбардія,  провінція Кремона.
Кампаньола-Кремаска розташована на відстані близько 460 км на північний захід від Рима, 38 км на схід від Мілана, 45 км на північний захід від Кремони.
Населення — 679 осіб (2014).
Щорічний фестиваль відбувається 11 травня. Покровитель — San Pancrazio.

## Демографія
Населення за роками:

Станом на 1 січня 2023 року в муніципалітеті офіційно проживали 23 іноземці з 7 країн, серед них 10 громадян країн Євросоюзу та 1 громадянин України.

## Сусідні муніципалітети
- Капральба
- Казалетто-Вапріо
- Крема
- Кремозано
- П'яненго
- Серньяно